# Ulrich Manthey
Ulrich Manthey (geboren im 20. Jahrhundert) ist ein deutscher Gymnasiallehrer, Heimatforscher, Sammler und Publizist.

## Leben
Ulrich Manthey war rund drei Jahrzehnte in Hameln am dortigen Viktoria-Luise-Gymnasium tätig, an dem er als Lehrer die Fächer Politik, Geschichte und Erdkunde unterrichtete.
Der Sammler regional-historischer Dokumente veröffentlichte zahlreiche Schriften, darunter als Autor zu den Städten Hameln und Bad Münder.
Manthey wurde 2001 Autor und Redakteur auf den Seiten des in Springe am Deister, Region Hannover agierenden Museums auf dem Burghof.

## Schriften (Auswahl)
- Ulrich Manthey (Verf.), Klaus Vohn-Fortagne, Manfred Allwörden et al. (Mitarb.): Industriegeschichte des Deister-Süntel-Raumes (= Hallermunter Schriften. Bd. 1), unveränderter Nachdruck, Springe: Museum auf dem Burghof, 1996, ISBN 978-3-00-000566-4 und ISBN 3-00-000566-8; Inhaltsverzeichnis

Bildbände:
- Reihe Archivbilder
  - Ulrich Manthey, Wolfgang Jung, Herbert Krieg: Hameln. Kaiserreich bis NS-Zeit, 1. Auflage, Erfurt: Sutton, 1998, ISBN 978-3-89702-015-3 und ISBN 3-89702-015-7; eingeschränkte Vorschau in der Google-Buchsuche
  - Ulrich Manthey, Wolfgang Jung, Herbert Krieg: Hameln, die Stadt der Rattenfängersage, Erfurt: Sutton, 2005, ISBN 978-3-89702-918-7 und ISBN 3-89702-918-9
  - Ulrich Manthey, Herbert Krieg: Springe und seine Stadtteile, Erfurt: Sutton, 2010, ISBN 978-3-86680-688-7; Inhaltsverzeichnis
  - Herbert Krieg, Ulrich Manthey, Manfred von Allwörden: Bad Münder und seine Ortsteile, Erfurt: Sutton, 2011, ISBN 978-3-86680-855-3; Inhaltsverzeichnis; eingeschränkte Vorschau in der Google-Buchsuche

Aufsätze:
- Gustav Schrader – Lebenserinnerungen eines Holzbildhauers, in: Historische Streifzüge (= Hallermunter Schriften, Beiheft, Heft 1), Springe: Museum auf dem Burghof, 2007, S. 17–38